# フレーム (SURFACEの曲)
『フレーム』は、SURFACEの16枚目のシングル。2004年10月27日にユニバーサルシグマよりリリースされた。

## 概要
前作「アイムファインセンキューアンジュー?」から約15か月ぶりのシングルである。2005年10月からソニー・ミュージックレコーズに移籍するため、ユニバーサルミュージックからリリースされた最後のシングルとなった。なお、発売日と移籍の関係で、オリジナルアルバムには収録されていない（ベストアルバムには収録されている）。
初回限定盤と通常版の2種類の仕様でリリースされており、初回生産限定盤はCD EXTRA仕様で、タイトル曲「フレーム」のミュージックビデオが収録されている 。

## 収録曲
1. フレーム
作詞:椎名慶治、作曲:永谷喬夫、編曲:永谷喬夫・椎名慶治
2. 平和なことか
作詞:椎名慶治、作曲・編曲:永谷喬夫・椎名慶治
3. アレ
作詞:椎名慶治、作曲・編曲:永谷喬夫・椎名慶治
4. フレーム (instrumental)